# Menora

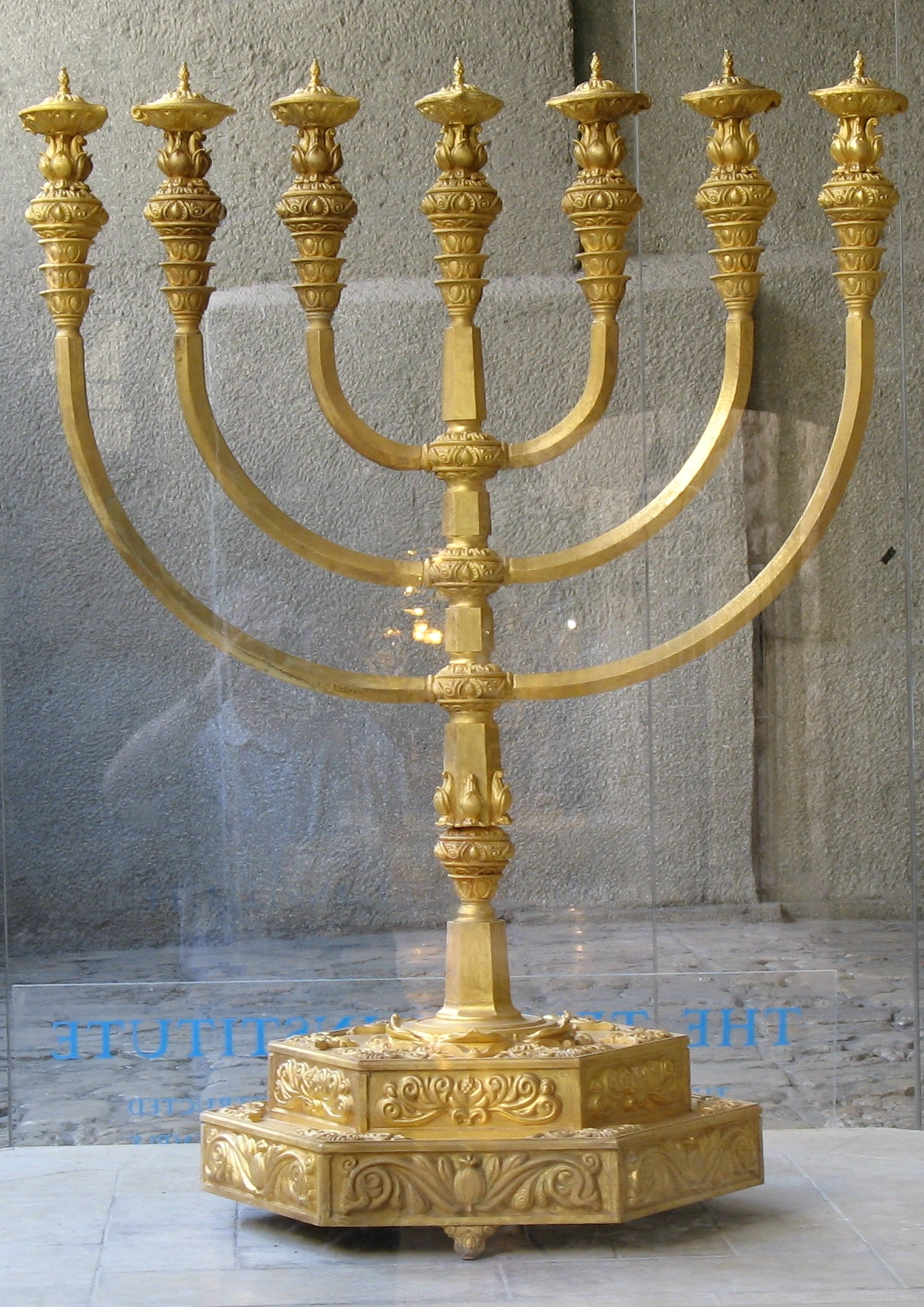
Replika menory. Stare Miasto. Jerozolima

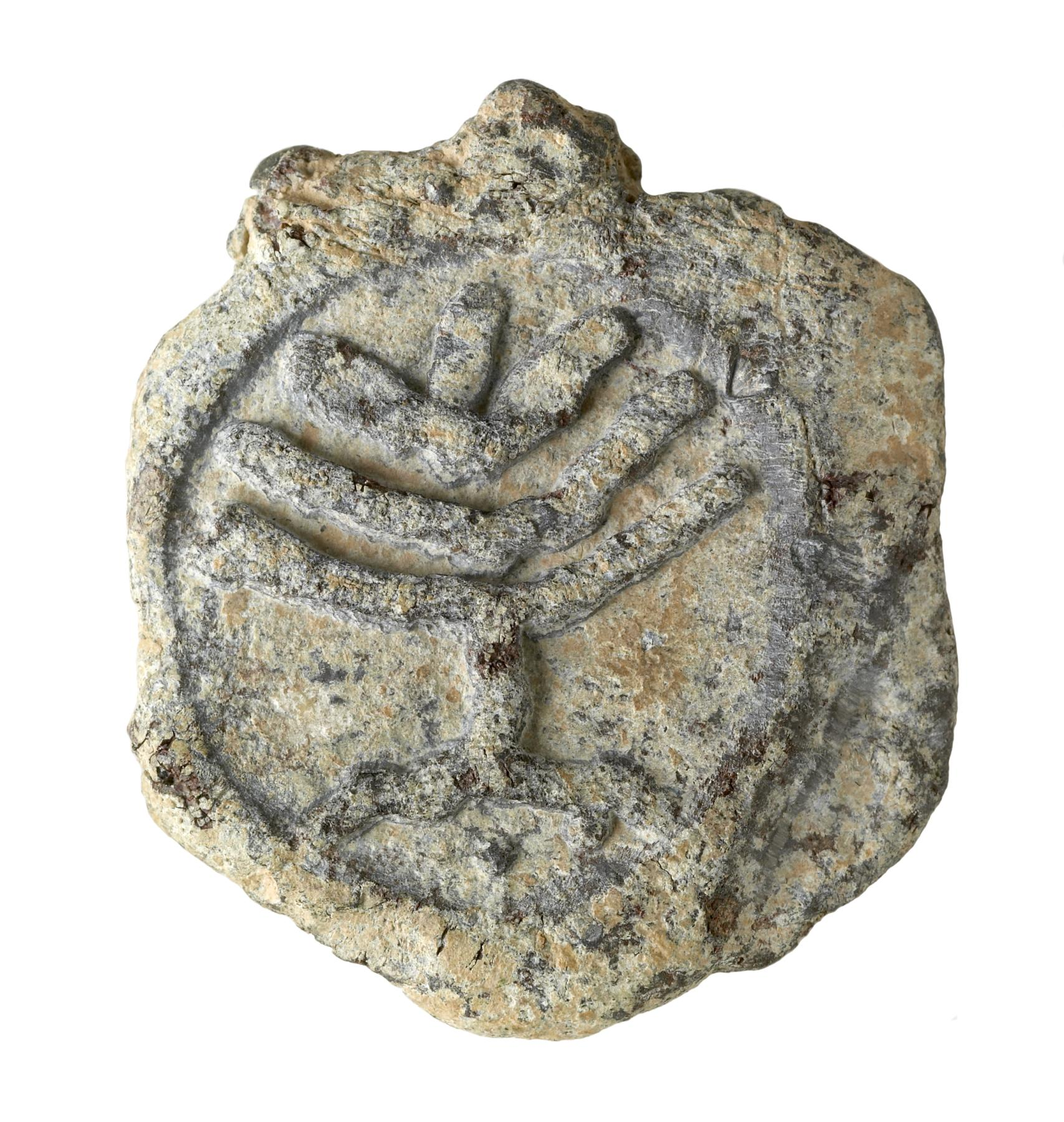
Bizantyński żeton z wizerunkiem menory (IV w.)

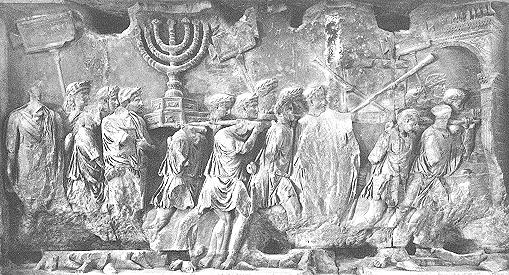
Relief z Łuku Tytusa: pochód z trofeami zdobytymi w Jerozolimie m.in. menora ze zniszczonej świątyni Salomona

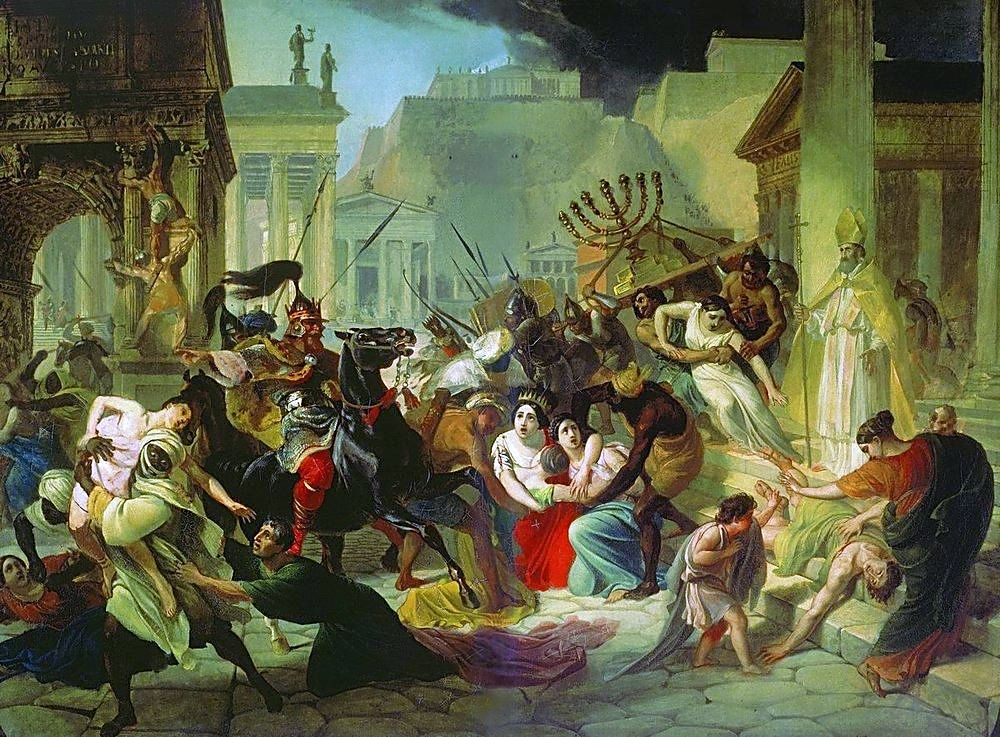
Inwazja Genzeryka na Rzym – obraz olejny Karła Briułłowa (1835–1836)

Menora w herbie Izraela

Menora (hebr. מנורה, jid. menojre) – w judaizmie nazwa świętego, złotego, siedmioramiennego świecznika, ustawionego w Namiocie Spotkania, a także używanego później w Świątyni Jerozolimskiej (1 Krl 7,49). Formą odstępstwa jest używanie tej nazwy także dla chanukii, czyli świecznika chanukowego. Menora jest jednym z najstarszych i najbardziej rozpowszechnionych symboli używanych w żydowskiej sztuce kultowej. Jest także traktowana jako symbol judaizmu, a jej wizerunek został wykorzystany w herbie państwa Izrael.
Biblia dokładnie nie mówi o świeczniku siedmioramiennym, ale sześcioramiennym – z pionowego trzonu wychodzą trzy ramiona w lewo i trzy ramiona w prawo. Ponieważ na końcu każdego ramienia oraz na końcu trzonu znajduje się lampa, stąd ten sześcioramienny świecznik ma siedem lamp (zob. Wj 25,31-40).

## Historia

### Menora w Pierwszym Przybytku
Przekaz zawarty w biblijnej Księdze Wyjścia (rozdział 37) zawiera opis budowy świecznika dla Przybytku przez Besaleela, syna Uriego, syna Chura z pokolenia Judy. Rozdział 25 Księgi Wyjścia opisuje dokładną instrukcję wykonania tego świecznika, podyktowaną Mojżeszowi przez Boga:

31 Zrobisz też świecznik ze szczerego złota. Z tej samej bryły wykujesz świecznik wraz z jego podstawą i jego trzonem; jego kielichy, pąki i kwiaty będą z jednej bryły. 32 Sześć ramion będzie wychodzić z jego boków; trzy ramiona świecznika z jednego jego boku i trzy ramiona świecznika z drugiego jego boku. 33 Trzy kielichy kształtu kwiatów migdałowych z pąkami i kwiatami będą na jednym ramieniu, i trzy kielichy z pąkami i kwiatami kształtu kwiatów migdałowych – na drugim ramieniu. Tak będzie na sześciu ramionach wychodzących ze świecznika. 34 Na świeczniku zaś będą cztery kielichy kształtu kwiatów migdałowych z pąkami i kwiatami. 35 A pąk jeden będzie pod dwoma wychodzącymi z niego ramionami z jednej bryły i pąk jeden pod dwoma [następnymi] ramionami świecznika z jednej bryły. Tak [niech będzie] pod sześcioma ramionami wychodzącymi ze świecznika. 36 Pąki te i ramiona będą wychodzić z samego świecznika i będą [wykonane] z jednej bryły szczerego złota.
37 I uczynisz siedem lamp, i ustawisz te lampy w ten sposób, ażeby oświecały tę stronę, która jest przed nimi. 38 Szczypce też i naczynia do knotów uczynisz ze szczerego złota. 39 Z talentu szczerego złota należy wykonać świecznik i wszystkie przybory należące do niego. 40 Uważaj zaś pilnie, aby go wykonać według wzoru, jaki zobaczyłeś na górze. (Wj 25,31–40)

Oryginalna menora ustawiona w Pierwszym Przybytku jest opisywana w Biblii przy przekroczeniu przez Izraelitów rzeki Jordan. Prawdopodobnie świecznik znajdował się w nim, gdy Przybytek był ustawiony w Szilo (Joz 18,1).

### Czas panowania Samuela i Saula
Biblijne historie z czasów Samuela i Saula o niej nie wspominają. Informacja o „świecznikach” w Świątyni Salomona pojawiają się dopiero w 1 Księdze Królewskiej (1 Krl 7,49) i 2 Księdze Kronik (2 Krn 4,7). Kilka wieków później owe świeczniki zostają zabrane do Babilonii przez Nabuchodonozora II (Jer 52,19). Opisy powrotu z „niewoli babilońskiej” wspominają tylko o tym, że wśród sprzętów, które wracały do Jerozolimy, były naczynia (Ezd 1,9–10).

### Relief na Łuku Tytusa
Po zdobyciu Jerozolimy przez Rzymian w 70 roku, menora świątynna pojawia się w narracji biblijnej – zostaje przeniesiona do Rzymu jako łup wojenny. Wydarzenie to utrwalone zostało na płaskorzeźbie rzymskiego Łuku Tytusa. Relief przedstawia pochód z trofeami zdobytymi w Jerozolimie. W centralnej części, wśród niesionych przedmiotów, widoczna jest menora ze zniszczonej świątyni Salomona.
Świecznik zobrazowany na płaskorzeźbie ma oktagonalną podstawę dekorowaną w hellenistyczne motywy. Wyróżnić można wizerunki: lwów, gryfów, koziorożca (smoka), orłów z girlandą oraz stworzeń morskich. Brak jednak dowodów pozwalających na stwierdzenie, czy relief odwzorowywał menorę wiernie, czy też stanowił zakomponowaną wizję rzymskich artystów organizujących pochód, lub rzeźbiarzy wykonujących płaskorzeźbę. Za tym ostatnim wariantem przemawiałby fakt umieszczenia na reliefie z północnej strony łuku wizerunku Tytusa na rydwanie, ozdobionym również przez orły z girlandą. Sam kształt bazy przedstawionej menory, również stanowi zagadkę. Zdaniem archeologa dr. Pawła Szkołuta typowa podstawa świeczników w czasach antycznych miała kształt trójnogu, więc po stłumieniu powstania w Judei menora ze świątyni mogła mieć zmienioną bazę na oktagonalną, by podkreślić zdominowanie judaizmu przez Rzym. Nie można jednak wykluczyć, że podstawa była zmieniona jeszcze w I wieku p.n.e., co w sposób symboliczny mogło wyrażać wpływ kultury greckiej na ówczesny judaizm.
Jeśli przedstawiony na płaskorzeźbie wizerunek menory odpowiadał rzeczywistości, to można odnotować solarny i królewski charakter użytych motywów zwierzęcych (orły, lwy i gryfy). Orły i gryfy mogły symbolizować sferę nieba, lwy – sferę ziemską, a hippokampos (zwierzęta wodne) – sferę świata wodnego. Taka symbolika mogła się odnosić do motywu boskiego światła menory, która miała oświetlać cały widzialny świat. W kompozycji świecznika przedstawionego na płaskorzeźbie widoczny jest związek motywów religijnych, kulturowych i duchowych, charakterystycznych dla tradycji antyku.
Procesję tę opisał Józef Flawiusz. Jak wyjaśniał, pochód był chaotyczny, a zdobycze niesiono bez ładu, zaś menorę, wraz z innymi łupami, umieszczono ostatecznie w rzymskiej Świątyni Pokoju. Siedmioramienny kształt świecznika historyk tłumaczył szczególnym poszanowaniem siódemki przez Żydów, lub odniesieniem do układu planetarnego. To ostatnie porównanie znajdowało swoje odniesienie do wersetu z ksiąg prorockich: Siedem owych [lamp] to oczy Pana, które przypatrują się całej ziemi (Za 4,10).

### Spekulacje na temat późniejszych losów
Późniejsze losy menory ze Świątyni Jerozolimskiej nie są znane. Brytyjski archeolog Sean Kingsley uważa, że świecznik z resztą precjozów świątynnych wrócił później do Palestyny. Twierdzi, że w „Chronographii” Teofana Wyznawcy znalazł informację, jakoby Genzeryk, król Wandalów, który w 455 roku zdobył Rzym, zagarnął tam także łupy Tytusa z Jerozolimy i przewiózł je do Kartaginy. Następnie, według Kingsleya, po pokonaniu w 533 roku Wandalów przez Belizariusza, skarby świątynne przetransportowano do Konstantynopola, skąd około 560 roku miały trafić do Jerozolimy. W obliczu najazdu Persów w 614 roku, miały zostać zdeponowane w klasztorze Świętego Teodozego w pobliżu Betlejem.
Autorzy związani ze światem judaistycznym zwracają uwagę na wiele teorii, w myśl których skarby ze Świątyni Jerozolimskiej miałyby się znajdować w Watykanie.

## Funkcjonowanie menory w Świątyni
„The Jewish encyclopedia”, powołując się na Talmud i traktaty Miszny, opisuje jej prawdopodobne usytuowanie i obsługę świecznika przez kapłanów świątynnych. Menora miała być ustawiona w taki sposób, że jej ramiona były skierowane na wschód i zachód (Menachot XI, 7). Z taką tezą nie zgadzał się Majmonides, który uważał, że świecznik był ulokowany prostopadle do długości Świątyni, czyli na linii północ-południe. Zdanie Majmonidesa było podważane przez Joszuę Boaz ben Simon Baruch w komentarzu „Shilṭe ha-Gibborim” (XXXI 26b) oraz przez XII-wiecznego żydowskiego teologa Abrahama ibn Dauda.
Traktat Miszny „Szabbat” (22b) wskazywał, że środkowa lampa, nazywana Ner ha-Ma’arabi (= „Lampa Zachodnia”) lub Ner Elohim („Lampa Elohim”) paliła się przez cały dzień, a oliwa była w niej uzupełniana wieczorem. Zbiornik lampy mieścił oliwę w ilości równej objętości trzech jajek, która miała zapewnić ciągłość palenia się płomienia podczas najdłuższej nocy zimowej (Menachot 89a). Traktat porządku Kodaszim „Tamid” III, 9, oraz traktat porządku Moed „Joma” 33a wyjaśniają, że środkowa lampa służyła do zapalania od niej pozostałych lamp, które (oprócz dwóch skrajnych po wschodniej stronie) były czyszczone i napełniane oliwą wcześnie rano. Dwie pominięte lampy czyszczono i napełniano dopiero po porannym nabożeństwie.
Z czasem palenia się lamp świątynnego świecznika związana jest historia, która stała się genezą święta Chanuka. W trzy lata po zbezczeszczeniu Świątyni przez Antiocha IV powstańcy pod wodzą Judy Machabeusza zwyciężyli Seleucydów i 25 kislew 164 p.n.e. (lub 165 p.n.e.) zdobyli Jerozolimę, odzyskując Świątynię. Juda dokonał jej rytualnego oczyszczenia, ale odnaleziono tylko jeden dzban oliwy zabezpieczonej pieczęcią arcykapłana. Taka ilość powinna wystarczyć na utrzymanie w lampie (ner tamid) płomienia tylko przez jeden dzień, ale płomień utrzymywał się aż przez osiem dni. Wydarzenie zostało upamiętnione świętem Chanuka (zwanym też Świętem Świateł – hebr.: Chag ha-Orim), które rozpoczyna się 25 dnia kislew i trwa przez osiem dni.
Traktat „Tamid” (Ic) opisuje, że przed świątynną menorą ustawiona była trzystopniowa drabina o szerokości 3 tefach (około 91,44 cm) i takiej samej wysokości. Przed świecznikiem wykonanym przez Besaleela ustawiona była drabina z drewna akacjowego, zaś drabina ustawiona w Świątyni Salomona była wykonana z marmuru.

## Symbolika
Menora jest jednym z najstarszych i najbardziej rozpowszechnionych symboli używanych w żydowskiej sztuce kultowej. Według niektórych interpretacji, jej kształt ma stanowić symboliczne nawiązanie do rajskiego Drzewa Życia, którego owoce miały zapewniać nieśmiertelność, biblijnych siedmiu dni stworzenia świata (sześć dni i Szabat), siedmiu dni tygodnia, siedmiu kontynentów, krzewu gorejącego, lub Bożego Natchnienia (Ruach Hakodesz). Jest także traktowana jako symbol judaizmu, a jej wizerunek jest używany w herbie państwa Izrael.
Znawcy roślin biblijnych uważają, że inspiracją dla jej kształtu była roślina szałwia judejska (według „Polskiego Słownika Judaistycznego” uważano ją niegdyś za środek zapewniający nieśmiertelność) lub dziewanna synajska.

## Odwzorowania
W Talmudzie zawarte są trzy zakazy dokładnego odtwarzania Świątyni i jej sprzętów – złotego stołu i menory – bez względu na użyty materiał. Można tworzyć podobne świeczniki z pięcioma, sześcioma lub ośmioma ramionami, ale nie z siedmioma. Rabin Kaufmann Kohler (1843–1926) zwracał uwagę, że mimo zakazu siedmioramienna menora została tak wyrazistym symbolem judaizmu, jak krzyż dla chrześcijan. Rabin uważał, że rabiniczny zakaz nie powinien być traktowany jako zakaz obrazowania menory w malarstwie czy rzeźbach, ale był skierowany przeciwko używaniu takiego świecznika do codziennego użytku. Dla społeczności żydowskiej namiastką i wspomnieniem stała się chanukija (menora chanukowa), a obecność boskiego światła w synagogach ma symbolizować wieszana nad aron ha-kodesz lampka ner tamid.